# 과호흡
과호흡(overbreathing) 또는 과다환기(hyperventilation)는 한 번 호흡했을 때 드나드는 공기의 양인 일회호흡량이나 호흡수가 증가하여 몸에서 더 많은 이산화탄소가 제거되는 것이다. 따라서 혈액 내 녹아 있는 이산화탄소 농도가 감소하는 저이산화탄소혈증이 발생한다. 몸은 항상성을 유지하기 위해 과호흡을 보상하려고 시도하나, 보상이 실패하거나 지나치게 일어나면 혈중 pH가 올라가 호흡성 알칼리증으로 이어질 수 있다. 호흡성 알칼리증의 증상에는 어지럼증, 입술이나 손발의 얼얼한 느낌, 두통, 쇠약감, 기절, 발작 등이 있고 매우 심해지는 경우 손목과 발의 근수축으로 인한 경련이 나타날 수 있다.
과호흡을 일으키거나 지속시킬 수 있는 요인들에는 심리적 스트레스, 불안, 높은 고도, 머리의 부상, 뇌졸중, 혹은 천식, 폐렴, 과호흡 증후군 같은 호흡기 질환, 폐색전증이나 빈혈 등의 심혈관계 문제, 잘못 설정된 인공호흡기가 있다. 특정 약물의 약물 부작용도 과호흡의 원인이 될 수 있다. 과호흡은 의도적으로 의식을 저하시키기 위해 기절 놀이를 하거나, 호흡운동 중, 또는 숨을 참고 길게 잠수할 때에도 일어날 수 있다.

## 같이 보기
- 기절 놀이
- 쿠스마울호흡
- 호흡성 알칼리증